# Fruit Logistica

Logo

Die Fruit Logistica ist die internationale Leitmesse des Fruchthandels, auf der das ganze Spektrum des Sektors Obst und Gemüse ausgestellt wird. Sie wird seit 1993 von der Messe Berlin ausgerichtet und ist das führende internationale Branchentreffen.  2009 zog die Messe auf mehr als 88.000 m² 2200 Aussteller aus 78 Ländern an. Die Zahl der Fachbesucher lag bei über 50.000, die aus 120 Ländern stammten. Seit 2008 findet parallel zur Fruit Logistica die Freshconex, die Fachmesse der Convenienceprodukte im Bereich des Frischfruchthandels, statt. Bei der Fruit Logistica ist auch die Bundesanstalt für Landwirtschaft und Ernährung vertreten.
Das Partnerland der Messe 2012 war die Türkei. Die Aussteller erwarteten über 2.500 Firmen auf 90.000 m² Ausstellungsfläche. Weitere Partnerländer: 2013 Peru, 2014 Argentinien. 2015 war das Partnerland Portugal. In diesem Jahr kamen rund 65.000 Fachbesucher aus rund 130 Ländern zu 2.785 Ausstellern aus 83 Ländern.

## Fruit Logistica Innovation Award (FLIA)
| Jahr | Platzierung | Name                           | Umschreibung                                                                               | Unternehmen                                        |
| 2023 | 1.          | Tatayoyo                       |                                                                                            | Rijk Zwaan, Niederlande                            |
| 2022 | 1.          | Amela Tomato                   |                                                                                            | Granada La Palma, S.Coop.And., Spanien             |
| 2020 | 1.          | Tomate YOOM™                   |                                                                                            | Syngenta Seeds B.V., Niederlande                   |
| 2019 | 1.          | Oriental Red® – Red Kiwifruit  |                                                                                            | Jingold spa, Italien                               |
| 2018 | 1.          | Pook Coconut Chips             |                                                                                            | PookSpaFoods, Deutschland                          |
| 2017 | 1.          | Knox                           | verzögerte Oxidation von frisch geschnittenem Salat                                        | Rijk Zwaan Zaadteelt en Zaadhandel BV, Niederlande |
| 2016 | 1.          | Genuine Coconut                | Bio-Kokosnuss                                                                              | World’s Coconut Trading, Spanien                   |
| 2015 | 1.          | Aurora                         | kernlose Papaya                                                                            | Aviv Flowers Packing House Ltd., Israel            |
| 2014 | 1.          | BBQ Grill-Mix                  | fertige Gemüsemischungen für Grill und Ofen                                                | eisberg Group, Schweiz                             |
| 2013 | 1.          | City-Farming                   | Gewächshaus-Konzept                                                                        | Staay Food Group, Niederlande                      |
| 2012 | 1.          | Paprika Angello                | süß schmeckende und kernlose Paprikasorte                                                  | Syngenta                                           |
| 2012 | 2.          | lovemysalad.com                | interaktive Website für Rezeptvorschläge und Informationen zu Salatprodukten               | Rijk Zwaan B.V., Niederlande                       |
| 2012 | 3.          | Achacha-Frucht                 | ursprünglich aus Bolivien stammend, in Australien kommerziell angebaut                     | Bud Holland B.V., Niederlande                      |
| 2011 | 1.          | Limeburst Fingerlimes          | fingerförmige Zitronenfrucht mit Kaviar-ähnelndem Fruchtfleisch mit Limettengeschmack      | Finger Limeing Good Pty Limited, Australien        |
| 2011 | 2.          | Jamie Oliver’s „Grow Your Own“ | Kräuter und Gemüse                                                                         | GASA Group, Dänemark                               |
| 2011 | 3.          | Mandel-Pilz                    | Pilz mit besonderem Mandelgeschmack                                                        | Prime Champ, Niederlande                           |
| 2010 | 1.          | Aril Removal Tool (ART)        | Granatapfel-Entkerner                                                                      | Mehadrin Tnuport Export (Mtex), Israel             |
| 2010 | 2.          | Pommonde-Konzept               | Kartoffeln werden nach Geschmacksklassen verkauft, nicht nach Namen                        | HZPC, Niederlande                                  |
| 2010 | 3.          | QS_300                         | tragbares Gerät zur Qualitätsbeurteilung von Früchten                                      | Unitec Group, Italien                              |
| 2009 | 1.          | Sweetgreen                     | Süße, grüne Paprika mit hohem Gehalt an Vitamin C                                          | Enza Zaden, Niederlande                            |
| 2008 | 1.          | Intense TM                     | Roma-Tomate mit hoher Fruchtfleischdichte                                                  | Nunhems (Bayer CropScience), Niederlande           |
| 2008 | 2.          | Urgurke                        | dunkelgrüne Bio-Gurke mit rauer Schale                                                     | Eosta und Enza Zaden, beide Niederlande            |
| 2006 | 1.          | Salanova®                      | One-Cut-Ready-Salat, der nach Entfernen des Strunks in essfertige, kleine Blätter zerfällt | Rijk Zwaan B.V., Niederlande                       |
| 2006 | 2.          | RipeSense TM                   | colorimetrisches Label zur Erfassung der Fruchtreife von Birnen, Äpfeln und Avocados       | Ripesense Limited, Neuseeland                      |